# Estrid Ott
Estrid Ott, née le 14 mai 1900 à Copenhague et morte le 19 mai 1967 à Roskilde, est une femme de lettre danoise. Elle a écrit de nombreux livres pour enfants.

## Biographie
Son père Hans Christian Johannes Ott (1873–1906) était directeur du journal Politiken, et sa mère Olga Juliette Marie Sørensen (1871–1929) était écrivaine. Estrid a fait ses études à l'école Ingrid Jespersen et a pratiqué le scoutisme. Dès 1918, elle publiait la revue scoute Spejderminder. Elle a épousé en 1922 John Knox-Seith, et le couple a eu quatre enfants. Grande voyageuse, elle est devenue journaliste pour le Berlingske Tidende et a couvert la guerre d'Hiver entre la Finlande et l'URSS.

## Ouvrages
Précoce, Estrid Ott a publié de 1917 jusqu'à sa mort. Elle a écrit avec sa mère le roman Vi tre (« Nous trois »), édité en 1923.
De 1936 à 1947, elle a écrit les livres de Bimbi, où le narrateur est un éléphant en peluche, illustrés par Marie Hjuler. En 1957, elle publie La longue route de Chico (Chicos lange vandring), où elle raconte l'errance d'un petit Portugais privé de ses parents : cet ouvrage a obtenu le prix du livre pour enfants décerné par le ministère danois de la culture, et il a été suivi par trois autres livres sur le jeune Chico. Les livres d'Estrid Ott ont reçu un grand succès, et ils ont été réimprimés jusqu'aux années 1960.
En 1945, elle compose la pièce De pokkers unger (« Ces foutus enfants »), adaptée au cinéma deux ans plus tard sous le même titre.

## Traductions
- Ravna chez les Lapons, adapté par Marguerite Diehl, Paris, Hachette, 1946.
- La longue route de Chico, Paris, Éditions G. P. (coll. Bibliothèque rouge et or Souveraine, n° 157), 1960[5].
- Chico poursuit sa route, Paris, Éditions G. P. (coll. Bibliothèque rouge et or Souveraine, n° 168), 1961[5].
- L'ânesse de Chico, Paris, Éditions G. P. (coll. Bibliothèque rouge et or Souveraine, n° 190), 1963[5].